# Георгиу, Смаранда
Смаранда Георгиу известная, как Мать Смара (Maica Smara) (рум.  Smaranda Gheorghiu; 5 октября 1857, Тырговиште, Трансильвания — 26 января 1944, Бухарест, Королевство Румыния) — румынская писательница, поэтесса, эссеист, публицист, педагог, драматург, активистка феминистского движения, путешественница и общественный деятель.

## Биография
Родилась в семье помещика, владельца виноградников. По материнской линии, была потомком боярских родов, племянница поэта и политика Григоре Александреску. Смаранда была старшей из четырнадцати братьев и сестер. Училась в «Королевской придворной школы» в Тырговиште, затем в столице.
Родители выдали её замуж, не спрашивая согласия, за профессора Д. Гырбеа, основателя гимназии в Тырговиште. Брак продлился 10 лет. Гырбеа поощрял её литературные интересы и познакомил с некоторыми образцами культуры того времени, такими как Ион Лука Караджале , Джордже Кошбук и Александру Влахуцэ. Именно в это время она впервые начала публиковать свои стихи.
В начале 1880-х годов, Смаранда получила должность учителя в городе Синая. В 1883 году познакомилась с Петре Георгиу, армейским капитаном, и переехала с ним в Плоешти, где продолжила учительствовать и начала сотрудничать с журналом Şcoala Română. Со временем переехала в Бухарест, где будет преподавать до конца жизни и станет школьным инспектором.
Основала собственный журнал Altițe şi Bibiliuri («Кружева и оборки»), в котором потребовала реформы образования, которую она считала устаревшей, и создания мастерских в школах, чтобы учащиеся могли изучать ремесло. В 1896 году прочитала одну из первых двух феминистских лекций в Румынии: «Наши сыновья и дочери» и «Женский интеллект». В первом критиковала образование детей из богатых семей, часто оставляемое в руках гувернанток, и утверждала, что обучение должно быть тесно связано с жизнью. Во-второй, её возмутили те, кто считает, что женщинам не хватает ума и они хороши только как матери и жёны. Она поощряла женщин изучать ремесло, читать и путешествовать, боролся с теми, кто говорил, что женщина не может быть философом, солдатом, депутатом, министром или сенатором.
Была одной из первых в Румынии, поднявших вопрос об установлении отцовства, требуя, чтобы он был включен в Гражданский кодекс.
После смерти второго мужа Смаранда много путешествовала по Румынии, Чехословакии, Италии, Бельгии, Франции, Норвегии, Дании, Швеции, Финляндии, Греции и т. д., часто читая лекции об образовании и женской эмансипации. Описала многие из этих поездок в серии путевых заметок. Участвовала во Всемирной ассамблее мира (1900).

## Творчество
Автор художественной и научно-популярной литературы с феминистским уклоном, в которых выступала против господствовавших в то время взглядов, согласно которым женщины интеллектуально уступали мужчинам.
Писала пьесы об инцесте и юридической ответственности мужчин за своих детей, о жизни рабочих и о Союзе княжеств.
Её первый роман «Fata tatii» («Папина дочка») был опубликован в 1912 году и посвящён проблемам феминизма.
Наиболее известна своими стихами «Стихи» (1888), «Из-под пера страданий» (1888), «Романы» (1890), «Женская мудрость» (1896) и «Симфонии прошлого» (1927).
Умерла в Бухаресте и похоронена на кладбище Беллу.

## Избранные сочинения
Поэмы
- Din pana suferinței, 1888
- Corbul cu pene de aur, 1897
- Mozaicuri, 1897
- Calvar, 1901
- Țara mea, 1905
- Cântă Dorna, 1939

Романы
- Fata tatii, 1912
- Băiatul mamei, 1917
- Domnul Bădină, 1931

Пьесы
- Mirza, 1904
- Ispășire, 1905
- La 24 ianuarie, 1905
- Dorul de țară, 1905
- Meseriașii, 1905
- Stâlpi de pază, 1906

Публицистика
- Veronica Micle. Viața și operile sale, 1892
- Feciorii și fiicele noastre, 1896
- Inteligența femeii, 1896

Путевые заметки
- Schițe din Târgoviște, 1898
- Schițe si amintiri din Italia, 1900
- De la București la Capul Nord, 1905
- Schite si amintiri din Cehoslovacia, 1925
- O româncă spre Polul Nord, 1932